# Chez Clément
Chez Clément est une enseigne française de restaurants créée par le groupe Frères Blanc en 1992 et vendue en 2012  au holding de Stanislas Dewynter SDW Services,.
La société est en redressement judiciaire depuis le 10 décembre 2015,,.

## Historique
En 2016, l'enseigne compte 5 restaurants à Paris (Champs-Élysées, Porte Maillot, Porte de Versailles, Saint-Michel, Opéra) et 3 en périphérie (Bougival, Boulogne et Petit Clamart)
Courant de l'année 2016, les Chez Clément Champs Élysées, Opéra et Boulogne, ont fermé leur porte.[Quand ?] Seuls les Chez Clément Porte Maillot, Porte de Versailles, Saint-Michel, ainsi que Bougival et Petit Clamart, restent encore ouverts.
En avril 2018, il ne reste plus que le Chez Clément Bougival, qui reste en activité. Tous les autres restaurants Chez Clément ont changé de nom. 
En 2019, le Chez Clement de Bougival ferme et l’enseigne disparaît. Le restaurant de Bougival est repris par le Coq de Bougival en souvenir de l’auberge du Coq Hardi qui occupait jadis ses murs.
Le 18 novembre 2016, Stanislas Dewynter a été mis en examen  pour escroquerie, abus de biens sociaux, banqueroute par détournement d'actifs et tenue de comptes incomplète ou irrégulière, blanchiment aggravé.